# Erenköy (Çanakkale)
Erenköy es un pueblo del distrito de Çanakkale (provincia de Çanakkale, Turquía). Su población es de 1.480 habitantes (2021). Antiguamente la zona se denominó Ofrinio; más adelante se conoció como Renkioi, y posteriormente se cambió a Erenköy. Durante un tiempo la ciudad pasó a llamarse İntepe, pero el nombre se cambió de nuevo a Erenköy en 2010. Antes de la reorganización administrativa de 2013, el asentamiento tenía el estatus de ciudad (belde).

## Geografía
Aunque muy cerca de la costa del mar de Mármara, Erenköy está situada en la ladera occidental de una cadena montañosa. Se halla a unos 20 km al sur de Çanakkale y aproximadamente a 10 km al noreste de la antigua Troya.
Hasta 2014, cuando se abolieron los subdistritos ("bucaklar"), Erenköy era parte del subdistrito de İntepe, que cubría las ciudades de Erenköy y Kumkale y las aldeas de Akçapınar, Akçeşme, Civler, Çıplak, Dümrek, Gökçalı, Güzelyalı, Halileli, Kalafat, Ovacık y Tevfikiye; y tenía una población total de 7.646 habitantes en 2011.

## Historia

### Renkioi
A solo un kilómetro de la antigua ciudad de Ofrinio, y a 1,5 km del mar, el topónimo Renkioi procede de una expresión en griego que significa "pueblo en ruinas". Ubicada en un terreno localmente elevado, desde lo alto del pueblo se puede ver la antigua ciudad de Troya; los Dardanelos; las ciudades de Çanakke; la península de Galípoli y Lámpsaco; las islas del norte del mar Egeo; y el monte Athos.
Junto a la ciudad se encuentra un antiguo anfiteatro, ubicado en una zona poblada por encinas y pinos. El único idioma utilizado por la población cristiana de origen helénico era el griego, cuyo dialecto local era parecido al utilizado en Mitilene. El pueblo estaba construido con pequeñas calles estrechas, conocidas como kalnterimi, revestidas de piedras blancas y bordeadas por casas de dos pisos con techos de tejas rojas. El centro del pueblo estaba ocupado por el barrio de San Jorge (Saint Georgios maxalas), que contenía la plaza principal y el mercado. Hacia el mar estaban los Akamatra maxalas, mientras que el konaki maxalas (barrio del gobierno) contenía el complejo del gobernador designado por el imperio otomano.
El pueblo tenía dos iglesias, la cruciforme de San Georgios, que albergaba un venerado icono, y la iglesia de la Asunción de la Virgen, utilizada solo el 15 de agosto. San Georgios acuñó sus propias monedas para celebrar una fiesta del pueblo el 23 de abril de cada año.
Fuera del pueblo, Sarki fue el primer lugar de enterramiento de Aquiles y Patroclo, luego trasladado a la isla de las Serpientes, una isla del mar Negro. El puerto de Renkoi era Karantina, donde los barcos debían hacer escala antes de dirigirse a Constantinopla para comprobar si había personas a bordo con enfermedades contagiosas.

### Guerra de Crimea
Durante la Guerra de Crimea, la localidad de Renkioi quedó situada en el sector aliado. Se hizo famosa por albergar el Hospital de Renkioi, con capacidad para 1.000 pacientes, cuya construcción acometió el gobierno británico bajo la presión ejercida en la prensa por la enfermera Florence Nightingale, y fue diseñado por Isambard Kingdom Brunel. Construido en los muelles de Gloucester por los comerciantes de madera Price & Co. y diseñado por William Eassie, los módulos hospitalarios estaban inspirados en la configuración de las cabañas de madera adquiridas anteriormente tanto por el ejército británico como por el ejército francés. El hospital estaba casi terminado al final de las hostilidades en abril de 1856, y posteriormente fue adquirido por el imperio otomano.

### Primera Guerra Mundial
Erenköy fue testigo del asalto francés durante la batalla de Galípoli durante la Primera Guerra Mundial. El ejército alemán instaló cañones en las afueras de Erenköy para controlar el tráfico por los Dardanelos, y el pueblo permaneció evacuado hasta el fin del conflicto en 1919.

### Guerra greco-turca
Tras el cese de las hostilidades de la Primera Guerra Mundial, la Guerra de Independencia Turca estalló inmediatamente después de los primeros desembarcos en la localidad provocados por la Guerra Greco-Turca. En 1920, el Tratado de Sèvres desmilitarizó el estrecho y lo convirtió en territorio internacional bajo el control de la Sociedad de las Naciones.
Pero como resultado de la derrota del ejército griego, los residentes, principalmente originarios de la diáspora griega, se vieron obligados a evacuar la aldea, y desde allí se trasladaron a Asprovalta en Kavala o a Nikaia en el puerto de El Pireo.

### Tiempos modernos
Después de la guerra, los griegos fueron reemplazados por población de origen turco procedente de Grecia según el acuerdo de intercambio de poblaciones entre Grecia y Turquía. Después del Tratado de Lausana de 1923, que restableció el dominio del estrecho a Turquía, aunque permitía que todos los buques de guerra extranjeros atravesaran el estrecho libremente, el asentamiento pasó a llamarse Erenköy.
La ubicación del pueblo junto a una importante carretera ofreció a los refugiados turcos de las islas griegas una gran oportunidad para desarrollar una nueva ciudad. Después del establecimiento de un nuevo mercado, en 1927-28 se construyeron una escuela y una iglesia. El área se mantuvo neutral durante la Segunda Guerra Mundial.
En 1947, el nombre del asentamiento se cambió a İntepe (nombre de un bastión involucrado en la campaña de Galipoli) para eliminar la ambigüedad entre Erenköy y Kadıköy, un barrio muy conocido de Estambul (en su lado asiático). Sin embargo, el nuevo nombre no fue popular entre los residentes de la localidad y, tras un referéndum, se volvió a adoptar el nombre anterior en 2010.

## Otros datos de interés
Erenköy alberga un cementerio aéreo militar turco, y se ha ofrecido para albergar una gigantesca escultura conmemorativa del héroe troyano Héctor.